# 윌리엄 헨젤
윌리엄 헨젤(William M. Haenszel)는 미국의 통계학자이다.

## 같이 보기
- 역학